# Ignacio Collao
Miguel Ignacio Collao Ugarte (¿? - 7 de febrero de 1901) fue un abogado y político chileno, diputado y alcalde de Concepción.

## Biografía
Era hijo del diputado por Los Ángeles Miguel Collao.
Estudió en el Instituto Nacional, en 1844 y en la Facultad de Derecho de la Universidad de Chile, Juró como abogado el 12 de agosto de 1880.
Fue Intendente de Concepción el 28 de febrero de 1894, Diputado por Coelemu 1879-1882 y Diputado por Concepción para el periodo 1888-1891. También ocupó el cargo de Teniente Tesorero de la Aduana de Valparaíso.
En el ámbito privado, fue fundador de los bancos Garantizador de Valores del Sur en 1870 y de Concepción en 1871, además de ser socio del Club Concepción, el cual presidió entre 1886 y 1888. Fue director general de la Empresa de los Ferrocarriles del Estado de forma interina en 1899.
Se le recuerda como aportante de algunos de los primeros árboles que adornan la actual Plaza de la Independencia de la ciudad penquista.
Falleció el 7 de febrero de 1901.
En su honor un barrio del noreste de la ciudad de Concepción es conocido como Collao, donde está el Estadio Municipal.